# Пополь-Вух

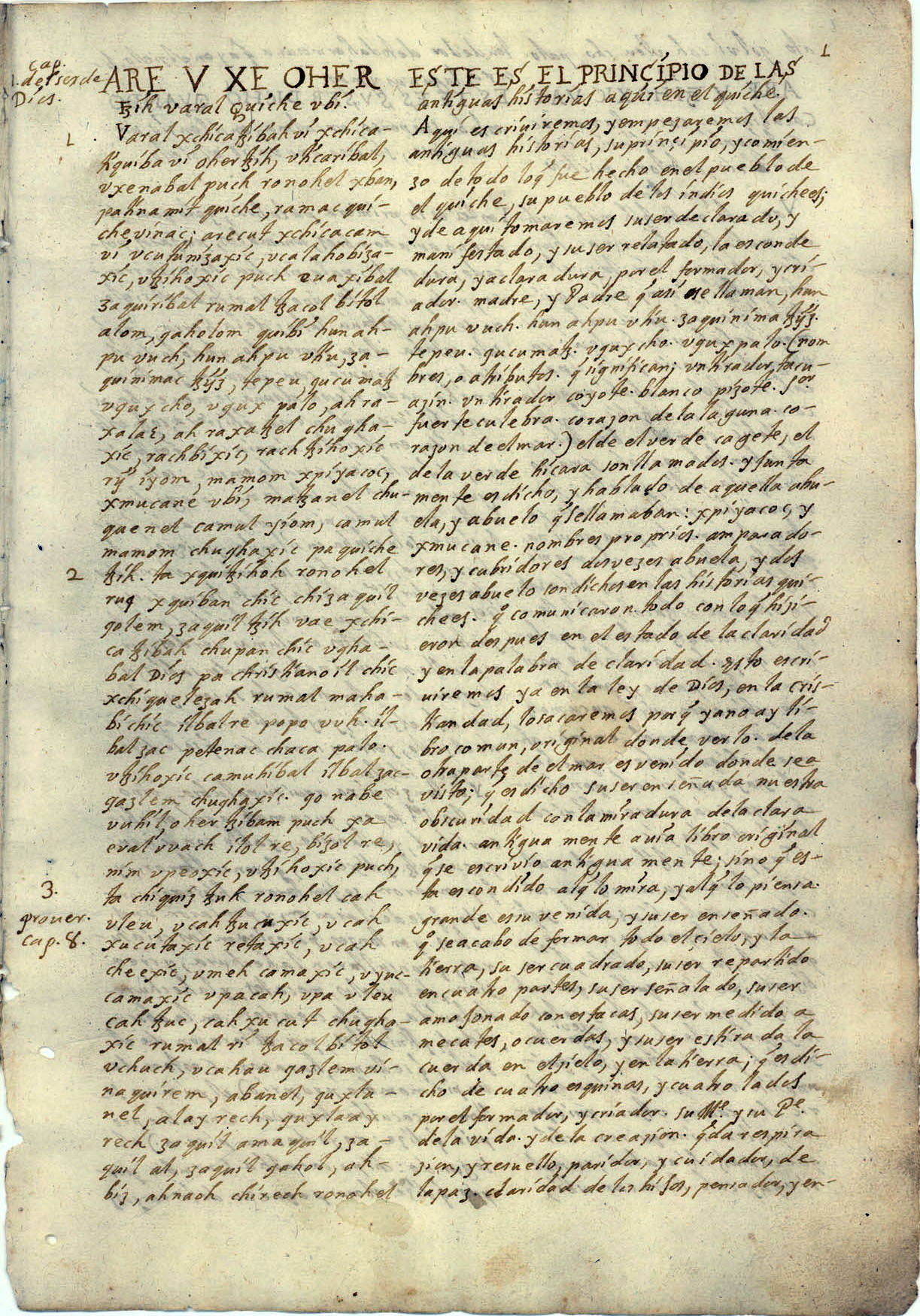
Найстаріший вцілілий рукопис Пополь-Вух, 1701 рік

Пополь-Вух (кіче́: Popol Vuh, сучасне написання: Popol Wuj — «книга ради» або «книга суспільства») — священна книга кіче, одного з народів мая та королівства пост-класичного періоду мая у плоскогір'ях Гватемали.

## Огляд
Книга починається з міфу про утворення світу мая, який завершується історіями про героїв-близнюків мая, Хунахпу (Hunahpu або Junajpu) і Ішбаланке (Xbalanque, Xb'alanke, Ixbalanque), видатних фігур міфології мая. Книга продовжується деталями історії про утворення світу і історією королівства Кіче, зв'язуючи королівську родину з легендарними богами, підкреслюючи божественне походження правителів.